# Lukas Karlsson
Lukas Karlsson (født 21. maj 1982) er en svensk håndboldspiller, der spiller for Ribe-Esbjerg HH i Håndboldligaen. Han kom til klubben i 2009 fra Viborg HK. Til Viborg kom han i 2007 fra Hammarby IF i Sverige.
Karlsson har spillet adskillige kampe for det svenske landshold.
Han er gift med norske Ida Bjørndalen, som til dagligt spiller i Team Esbjerg.

## Eksterne links
- Spillerprofil hos REHH Arkiveret 18. oktober 2017 hos  Wayback Machine